# Лугова (Махньовський міський округ)
Лугова́ (рос. Луговая) — присілок у складі Махньовського міського округу Свердловської області.
Населення — 13 осіб (2010, 14 у 2002).
Національний склад населення станом на 2002 рік: росіяни — 100 %.